# GoTo
GoTo est une entreprise indonésienne issue de la fusion de Tokopedia et de Gojek en mai 2021. En octobre 2021, GoTo fait une levée de fonds de 1,5 milliard qui valorise l'entreprise 28,5 milliards de dollars.